# Parabarossia
Parabarossia is een geslacht van straalvinnige vissen uit de familie van zeebaarzen (Callanthiidae).